# فرودگاه وانگانیوی
فرودگاه وانگانیوی  (به انگلیسی: Wanganui Airport)  یک فرودگاه   با کد یاتا WAG است که یک باند فرود چمن دارد و طول باند آن ۸۷۷ متر است. این فرودگاه در  کشور نیوزلند قرار دارد و در ارتفاع ۸ متری از سطح دریا واقع شده است.